# Damernas bom i gymnastik vid olympiska sommarspelen 1980
Damernas bom i gymnastik vid olympiska sommarspelen 1980 avgjordes den 21-25 juli i Sports Palace of the Central Lenin Stadium.

## Medaljörer
| Gren         | Guld                    | Silver                        | Brons                               |
| Damernas bom | Nadia Comăneci Rumänien | Jelena Davydova Sovjetunionen | Natalja Sjaposjnikova Sovjetunionen |

## Resultat

### Final
| Placering | Gymnast                     | C      | O     | Kval  | Final | Totalt |
| --------- | --------------------------- | ------ | ----- | ----- | ----- | ------ |
|           | Nadia Comăneci (ROU)        | 10,000 | 9,900 | 9,950 | 9,850 | 19,800 |
|           | Jelena Davydova (URS)       | 9,900  | 9,800 | 9,850 | 9,900 | 19,750 |
|           | Natalja Sjaposjnikova (URS) | 9,950  | 9,800 | 9,875 | 9,850 | 19,725 |
| 4         | Maxi Gnauck (GDR)           | 9,900  | 9,800 | 9,850 | 9,850 | 19,700 |
| 5         | Radka Zemanova (TCH)        | 9,800  | 9,800 | 9,800 | 9,850 | 19,650 |
| 6         | Emilia Eberle (ROU)         | 9,900  | 9,900 | 9,900 | 9,500 | 19,400 |